# Sutor Montegranaro
Pour les articles homonymes, voir Sutor.
Maillots
Le Sutor Basket Montegranaro Società Sportiva Dilettantistica, abrégé en Sutor Montegranaro, est un club italien de basket-ball fondé en 1955 et basé à Montegranaro. Le club évolue en Serie B lors de la saison 2020-2021

## Historique

Ancien logo

## Noms successifs
- 1947-1955 : Società Sportiva Enzo Bassi
- 1955-2017 : Società Sportiva Sutor
- 2017- : Sutor Basket Montegranaro Società Sportiva Dilettantistica

## Sponsoring
- 1998-2009 : Premiata
- 2009-2010 : Sigma Coatings
- 2010-2012 : Fabi Shoes

## Palmarès
- Premier de la Serie B1 (3e division) : 2003

## Entraîneurs successifs
- 1982-1984 :  Stefano Michelini
- 1988-1989 :  Stefano Bizzozi
- 1982-1984 :  Stefano Michelini
- 2001 :  Virginio Bernardi
- 2002 :  Stefano Ranuzzi
- 2003-2007 :  Stefano Pillastrini
- 2003-2004 :  Giovanni Gebbia
- 2007-2009 :  Alessandro Finelli
- 2009-2010 :  Fabrizio Frates
- 2010-2011 :  Stefano Pillastrini
- 2011 :  Sharon Drucker
- 2011-2012 :  Giorgio Valli
- 2012-2014 :  Carlo Recalcati
- 2019- :  Marco Ciarpella

## Joueurs célèbres ou marquants
En 2008, Shawn Kemp signe un contrat d'une durée de deux ans avec l'équipe italienne. Il a alors 39 ans. Après 3 matches amicaux, Kemp rentre à Houston pour faire constater les dégâts sur sa maison, après le passage de l'ouragan Ike et le contrat avec Montegranaro est rompu.